# Trikelhäuser
Als Trikelhäuser bezeichnete man in der Batschka Wirtschaftsbetriebe, in denen das geröstete Hanfstroh der Bauern entholzt wurde.
Diese Betriebe arbeiteten normalerweise gegen Lohn. Ihr Erzeugnis war der sogenannte Schwunghanf, den die auftraggebenden Bauern anschließend selbst weitervermarkteten.
Diese Art von Betrieb entstand um die Wende des 19. zum 20. Jahrhundert in der Batschka und bestand bis 1945.